# هگزاگون بالارد
هگزاگون بالارد (انگلیسی: Hexagone Balard) ساختمان مرکزی نیروهای مسلح فرانسه و وزارت دفاع فرانسه است، که پروژه ساخت آن از سال ۲۰۱۲ آغاز شد و در سال ۲۰۱۵ به بهره‌برداری رسید.